# Wereldkampioenschap floorball 2014 (kwalificatie)
In de kwalificatie voor het Wereldkampioenschap floorball 2014 speelden 30 van de bij de IFF aangesloten landen om 15 plaatsen in de eindronde. Het gastland Zweden was automatisch geplaatst. De kwalificatie begon op 28 januari 2014 en eindigde op 2 februari 2014.

## Gekwalificeerde landen
| Land             | Confederatie |
| ---------------- | ------------ |
| Zweden           | Europa       |
| Finland          | Europa       |
| Zwitserland      | Europa       |
| Tsjechië         | Europa       |
| Noorwegen        | Europa       |
| Letland          | Europa       |
| Denemarken       | Europa       |
| Estland          | Europa       |
| Rusland          | Europa       |
| Duitsland        | Europa       |
| Slowakije        | Europa       |
| Australië        | Azië         |
| Zuid-Korea       | Azië         |
| Japan            | Azië         |
| Verenigde Staten | Amerika      |
| Canada           | Amerika      |

## Groepen en wedstrijden

### Europa

#### Groep A
(Polen) Łochów
| Nr. | Land      | GW | Win | Gel | Ver | DV  | DT | +/- | Pnt |
| --- | --------- | -- | --- | --- | --- | --- | -- | --- | --- |
| 1.  | Finland   | 5  | 5   | 0   | 0   | 103 | 6  | +98 | 10  |
| 2.  | Rusland   | 5  | 4   | 0   | 1   | 46  | 28 | +18 | 8   |
| 3.  | Polen     | 5  | 3   | 0   | 2   | 42  | 24 | +18 | 6   |
| 4.  | Spanje    | 5  | 2   | 0   | 3   | 20  | 34 | -14 | 4   |
| 5.  | Frankrijk | 5  | 1   | 0   | 4   | 15  | 61 | -46 | 2   |
| 6.  | Oekraïne  | 5  | 0   | 0   | 4   | 9   | 82 | -73 | 0   |

#### Groep B
(Slowakije) Bratislava
| Nr. | Land        | GW | Win | Gel | Ver | DV | DT | +/- | Pnt |
| --- | ----------- | -- | --- | --- | --- | -- | -- | --- | --- |
| 1.  | Zwitserland | 4  | 4   | 0   | 0   | 51 | 6  | +45 | 8   |
| 2.  | Estland     | 4  | 3   | 0   | 1   | 25 | 13 | +12 | 6   |
| 3.  | Slowakije   | 4  | 2   | 0   | 2   | 25 | 20 | +5  | 4   |
| 4.  | Servië      | 4  | 1   | 0   | 3   | 12 | 28 | -16 | 2   |
| 5.  | België      | 4  | 0   | 0   | 4   | 5  | 51 | -46 | 0   |

#### Groep C
(Nederland) Nijmegen
| Nr. | Land                | GW | Win | Gel | Ver | DV | DT | +/- | Pnt |
| --- | ------------------- | -- | --- | --- | --- | -- | -- | --- | --- |
| 1.  | Tsjechië            | 5  | 5   | 0   | 0   | 94 | 6  | +88 | 10  |
| 2.  | Denemarken          | 5  | 4   | 0   | 1   | 46 | 21 | +25 | 8   |
| 3.  | Duitsland           | 5  | 3   | 0   | 2   | 40 | 17 | +23 | 6   |
| 4.  | Oostenrijk          | 5  | 2   | 0   | 3   | 17 | 50 | -33 | 4   |
| 5.  | Nederland           | 5  | 1   | 0   | 4   | 21 | 75 | -54 | 2   |
| 6.  | Verenigd Koninkrijk | 5  | 0   | 0   | 4   | 10 | 59 | -49 | 0   |

#### Groep D
(Letland) Valmiera
| Nr. | Land          | GW | Win | Gel | Ver | DV | DT | +/- | Pnt |
| --- | ------------- | -- | --- | --- | --- | -- | -- | --- | --- |
| 1.  | Noorwegen     | 4  | 4   | 0   | 0   | 66 | 10 | +56 | 8   |
| 2.  | Letland       | 4  | 3   | 0   | 1   | 37 | 15 | +22 | 6   |
| 3.  | Italië        | 4  | 2   | 0   | 2   | 24 | 27 | -3  | 4   |
| 4.  | Hongarije     | 4  | 1   | 0   | 3   | 23 | 44 | -21 | 2   |
| 5.  | Liechtenstein | 4  | 0   | 0   | 4   | 7  | 61 | -54 | 0   |

### Azië en Oceanië
(Nieuw-Zeeland) Wellington
| Nr. | Land          | GW | Win | Gel | Ver | DV | DT | +/- | Pnt |
| --- | ------------- | -- | --- | --- | --- | -- | -- | --- | --- |
| 1.  | Australië     | 4  | 4   | 0   | 0   | 34 | 6  | +28 | 8   |
| 2.  | Zuid-Korea    | 4  | 2   | 1   | 1   | 24 | 14 | +10 | 5   |
| 3.  | Japan         | 4  | 2   | 0   | 2   | 14 | 19 | -5  | 4   |
| 4.  | Singapore     | 4  | 1   | 1   | 2   | 16 | 23 | -7  | 3   |
| 5.  | Nieuw-Zeeland | 4  | 0   | 0   | 4   | 7  | 33 | -26 | 0   |

### Amerika
(Canada) Markham
| Nr. | Land             | GW | Win | Gel | Ver | DV | DT | +/- | Pnt |
| --- | ---------------- | -- | --- | --- | --- | -- | -- | --- | --- |
| 1.  | Verenigde Staten | 2  | 2   | 0   | 0   | 32 | 2  | +30 | 4   |
| 2.  | Canada           | 2  | 1   | 0   | 1   | 33 | 6  | +27 | 2   |
| 2.  | Jamaica          | 2  | 0   | 0   | 2   | 1  | 58 | -57 | 0   |